# Calanthemis morettoi
Calanthemis morettoi là một loài bọ cánh cứng trong họ Cerambycidae.